# Дикобальтниобий
Дикобальтниобий — бинарное неорганическое соединение, интерметаллид
ниобия и кобальта
с формулой NbCo2,
кристаллы.

## Получение
- Спекание стехиометрических количеств чистых веществ:

{\displaystyle {\mathsf {Nb+2Co\ {\xrightarrow {1520^{o}C}}\ NbCo_{2}}}}

## Физические свойства
Дикобальтниобий образует кристаллы
кубической сингонии,
пространственная группа F d3m,
параметры ячейки a = 0,6788 нм, Z = 8,
структура типа димедьмагния MgCu2 (фаза Лавеса)
.
Соединение конгруэнтно плавится при 1520°С,
имеет большую область гомогенности 66-73 ат. % кобальта
.

## Применение
- Рассматривается как высокотемпературный огнеупорный конструкционный материал[4].